# Son Xorc
Son Xorc és una possessió al terme municipal de Campos, Mallorca entre Son Ginard, Son Jueu i can Cosmet. Pertanyia a la família Proens des del segle xvii, el 1683 n'era propietari Magí Proens. Tenia cases i era dedicada al conreu de cereals. El 1729 pertanyia a Magí Proens Ginard, de son Xorc. Tenia figuerals destinats al sosteniment de ramaderia porquina. El 1814 era propietat del batle de Campos Joan Proens Obrador. A les terres de Son Xorc hi ha una cova sepulcral prehistòrica, la cova de Son Xorc, destruïda en gran part i només en resta la meitat posterior.
Les cases de la possessió tenen la façana orientada a xaloc. Mostra dues plantes d'alçat amb un conjunt de finestres amb ampit. Damunt el portal forà trobam l'escut nobiliari. Al davant s'alça una petita torre de molí i l'edifici destinat a finalitats agrícoles. L'edifici compta amb dos aiguavessos.